# Молочная сыворотка
Молочная сыворотка — жидкость, которая формируется после сворачивания и процеживания молока. Молочная сыворотка является побочным продуктом при производстве сыра, творога или казеина и имеет некоторые коммерческие применения. Сладкая сыворотка (англ. sweet whey) получается при производстве твердых сыров, например, чеддера или швейцарского сыра. Кислая сыворотка получается при производстве кислых сыров, например, прессованного творога.

## Получение
Молочная сыворотка является побочным продуктом при производстве сыров, творога, пищевого и технического казеина. Молочная сыворотка отделяется после свёртывания молока (точнее сказать молочного белка — казеина) в результате изменения (снижения) pH до 4,6 ед. под воздействием молочной кислоты, образуемой микроорганизмами, либо внесённой искусственно любой кислотой, или в результате воздействия протеолитическими ферментами (сычужный фермент).

## Применение

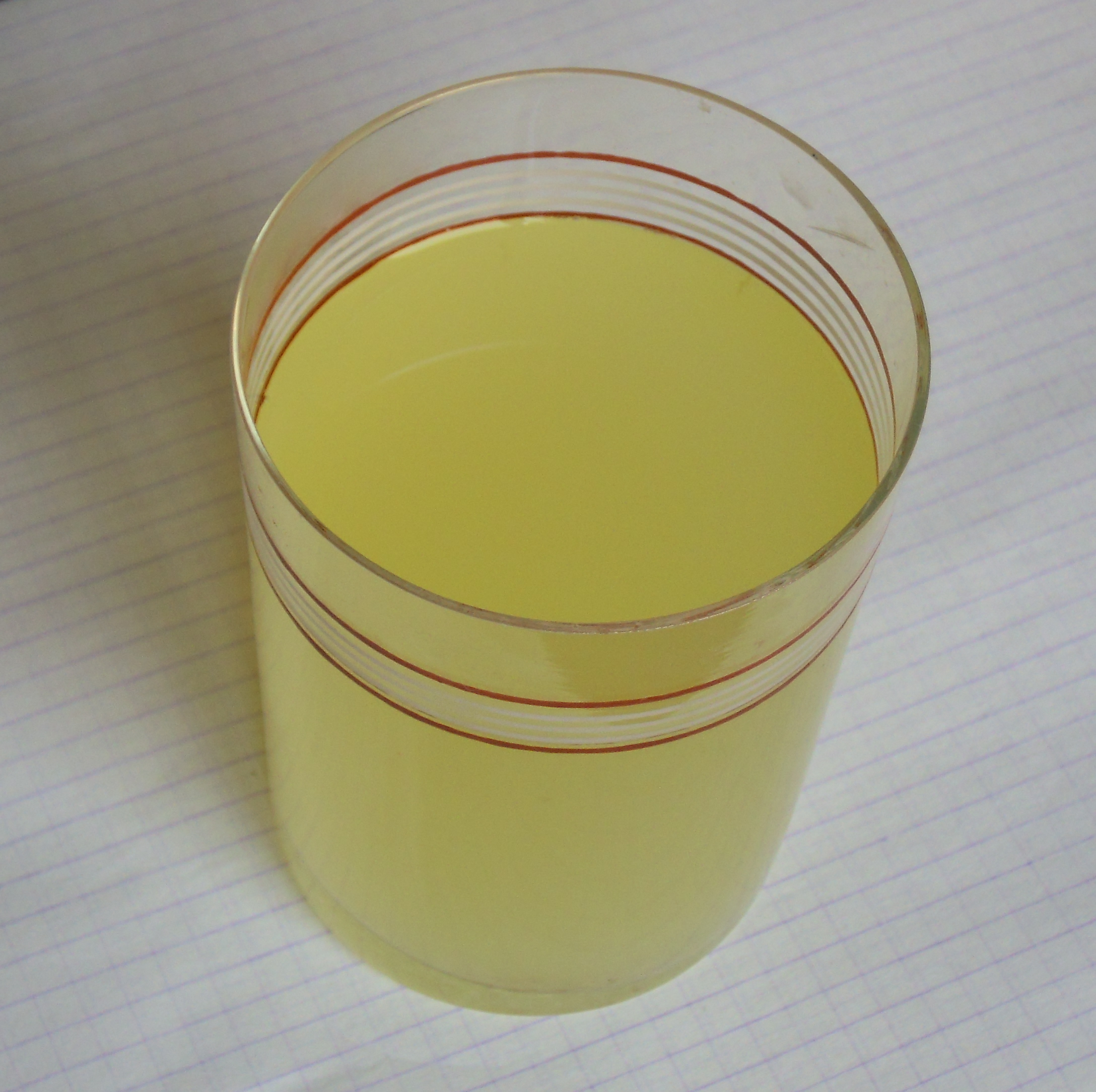
Сыворотка из‐под простокваши

Молочную сыворотку используют при производстве мягкого сыра рикотта из козьего молока, а также коричневых сыров. Молочная сыворотка является добавкой ко многим пищевым продуктам, например, используется при производстве хлеба, крекеров, кондитерских изделий и кормов для животных.
Основными белками молочной плазмы являются альфа-лактальбумин и бета-лактоглобулин.
Белки молочной сыворотки продаются как пищевые добавки, особенно популярные среди бодибилдеров. В Швейцарии, где производится много сыра, на основе молочной сыворотки изготавливают газированный напиток Rivella. Также получают напитки на основе молочной сыворотки, квасы.
Жидкая сыворотка содержит лактозу, витамины и минеральные вещества, а также следы жиров.

## Белки
Белки молочной сыворотки — это глобулярные белки, которые выделяют из цельной сыворотки. Представлены на 65 % β-лактоглобулином, на 25 % α-лактальбумином и на 8 % альбумином сыворотки крови.
Считается, что белки молочной сыворотки имеют бо́льшую биологическую доступность, чем белки куриных яиц.